# Costus wilsonii
Costus wilsonii är en enhjärtbladig växtart som beskrevs av Paulus Johannes Maria Maas. Costus wilsonii ingår i släktet Costus och familjen Costaceae. Inga underarter finns listade.